# Жданянчин Микола Іванович
Мико́ла Іва́нович Жданянчин (1973—2022) — солдат Збройних Сил України, учасник російсько-української війни.

## Життєпис
Народився в 1973 році в м. Турка на Львівщині.
Солдат, проходив військову службу в складі підрозділу 128 ОГШБр.
Загинув 27 лютого 2022 року в боях з окупантами в ході російського вторгнення в Україну поблизу м. Васильків на Київщині (див.: Бої за Васильків).

## Нагороди
- орден «За мужність» III ступеня (2022, посмертно) — за особисту мужність і самовіддані дії, виявлені у захисті державного суверенітету та територіальної цілісності України, вірність військовій присязі.